# Kulturkirken Jakob

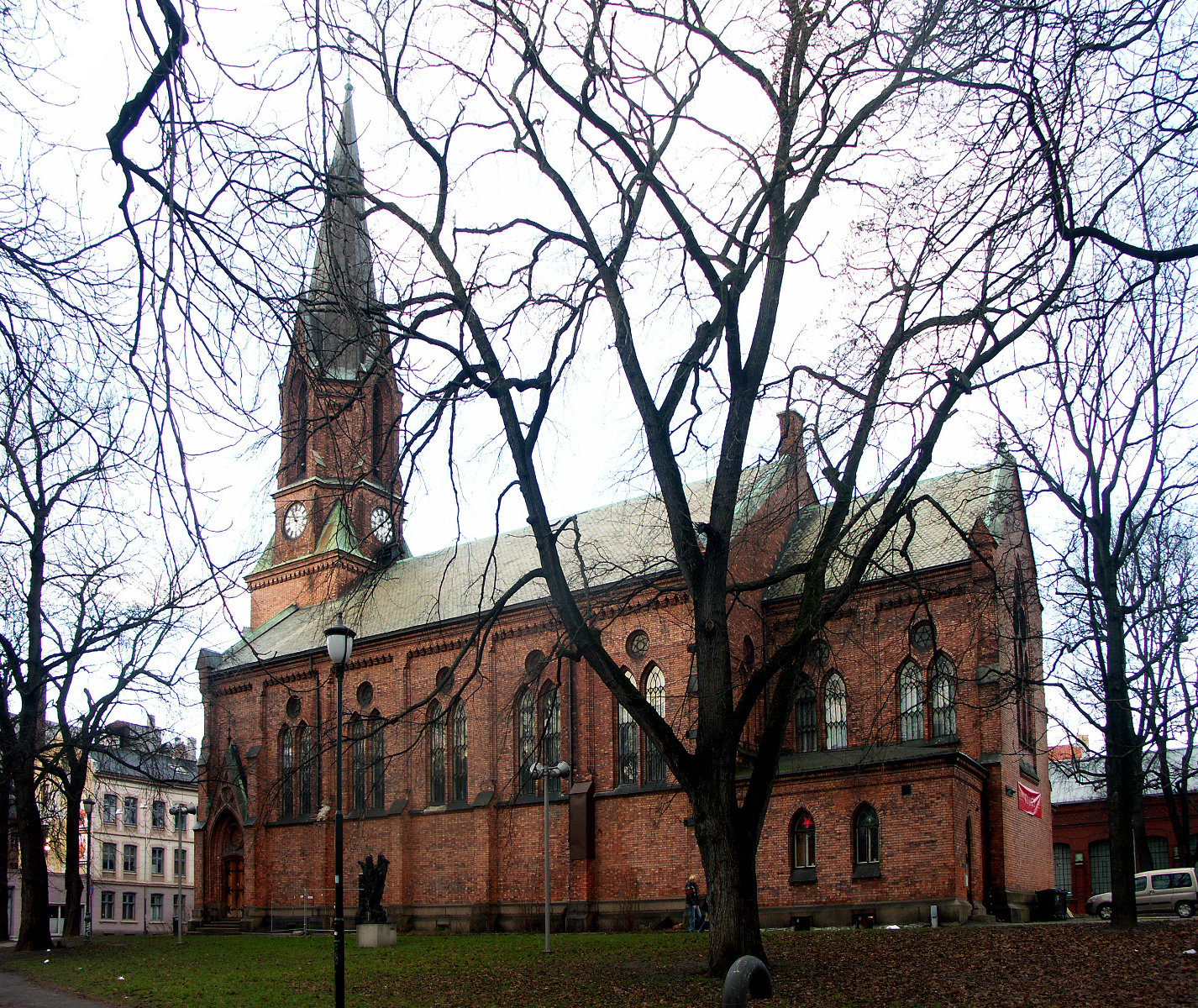
Kulturkirken Jakob

Kulturkirken Jakob är en kyrka i Oslo, ritad av arkitekten Georg Andreas Bull och uppförd 1880. Kyrkan har sitt namn efter aposteln Jakob. Altartavlan från byggåret av Eilif Peterssen föreställer de tillbedjande herdarna. I vapenhuset hänger en relief av ärkeängeln Mikael.
Kyrkan, med 600 sittplatser, fungerade som församlingskyrka Jakob kirke för Jakobs församling fram till 1985, då den stängdes av riksantikvarien på grund av allvarliga sättningsskador.
Kyrkan återöppnades i februari 2000 som kulturkyrka i regi av Kirkelig Kulturverksted, som långtidshyr den av Kirkelig Fellesråd i Oslo. Kyrkan är en av få renodlade kulturkyrkor, med föreställningar inom teater, dans och andra kulturyttringar. I källaren har man utställningslokaler.